# Usina Hidrelétrica de Campos Novos
A Usina Hidrelétrica de Campos Novos localiza-se no rio Canoas (Bacia do rio Uruguai), no estado brasileiro de Santa Catarina. 
O reservatório ocupa terras dos municípios de Campos Novos, Celso Ramos, Anita Garibaldi e Abdon Batista, no meio-oeste catarinense.
A barragem de Campos Novos é a quarta mais alta do mundo, com 202 metros de altura e com comprimento de crista de 592 metros. Possui três unidades geradoras, que entraram em operação respectivamente no dia 2 de fevereiro de 2007, a segunda em 16 de fevereiro e a terceira no dia 11 de maio do mesmo ano. O investimento foi de 1,5 bilhão de reais (aproximadamente 750 milhões de dólares). A usina produz um quarto do consumo do estado de Santa Catarina.